# Lo smeraldo del rajah
Lo smeraldo del rajah è un racconto incluso in Il mistero di lord Listerdale e altre storie, una raccolta di racconti di Agatha Christie senza nessuno dei principali personaggi che ricorrono di solito nei suoi romanzi e racconti, pubblicato per la prima volta nel Regno Unito nel 1934.

## Trama
James Bond è un giovane uomo che ha perso da poco la sua fidanzata, che l'ha lasciato per un uomo più ricco, anche se noioso. 
 James, comunque, non si è arreso alla fine della sua relazione e cerca in ogni modo di riconquistare la sua dama, anche seguendola in vacanza. La ragazza non lo evita, ma nemmeno lo cerca.
Durante la vacanza James ha occasione di imbattersi, suo malgrado, in un'avventura dai risvolti imprevedibili: mentre è alla ricerca di uno spogliatoio per recarsi in spiaggia, stanco di attendere che le tende dei borghesi si liberino, James si intrufola in una cabina già occupata da dei benestanti e lì indossa il suo costume, lasciando nello spogliatoio i documenti.
Per riavere i suoi abiti James sarà costretto a rivestirsi di tutta fretta per l'arrivo immeniente dei proprietari dello spogliatoio. È a causa della vestizione in velocità che James scambia la sua camicia con quella di qualcun altro e nel taschino vi trova uno smeraldo. Poco dopo, grazie ad un articolo su un giornale, James scopre che lo smeraldo è di proprietà di un famoso marashà a cui è stato da poco rubato. 
 Per non essere accusato del furto, James decide di riportare la camicia e lo smeraldo nello spogliatoio; ma è proprio mentre è nuovamente all'interno della tenda che James viene acciuffato da un agente di polizia.
Grazie ad un distintivo che James riconosce essere fasullo, però, James spinge il finto agente al più vicino distretto di polizia, consentendo così la restituzione dello smeraldo al legittimo proprietario.
La storia si conclude con la nascita dell'amicizia tra James e il marashà e la fine del tentativo di riconquista del giovane da quella che ormai, a tutti gli effetti, è la sua ex fidanzata. 

## Edizioni
- Agatha Christie, Il mistero di Lord Listerdale e altre storie, traduzione di Grazia Griffini, collana Oscar Mondadori, Mondadori, 1982,  p. 262.